# Чернігівський обласний центр народної творчості
Чернігівський обласний навчально-методичний центр культури і мистецтв (ОНМЦКіМ) — один з провідних носіїв збереження та розвитку української культури, реалізації політики в галузі народної творчості і культурно — дозвіллєвої діяльності Чернігівської області.

## Історія
21 січня 1939 року РН Комісарів України прийняла постанову про реорганізацію баз художньої самодіяльності і створення обласних Будинків народної творчості. На привеликий жаль під час Великої Вітчизняної війни документи про створення і роботу ОБНТ не збереглись. Хто був першим його директором невідомо.

Після звільнення Чернігівщини від німецько-фашистських загарбників розпочав свою роботу обласний Будинок народної творчості. Першим після воєнним директором була призначена Новикова Галина Михайлівна. У ті після воєнні роки ОБКТ виконував функції методичного центру культурно-освітньої роботи в містах та селах Чернігівщини. Важливі і відбудові народного господарства, відновлення і відродження культури нашого народу, створення клубних осередків, які були підпорядковані відділам народної освіти, а в 1953 році відділ у справах культурно-освітньої роботи перейменований в обласне управління культури.

Не в кожному селі, селищі на той час були клуби, Будинки культури. В тяжких умовах і почав працювати колектив ОБНТ. Працівники ОБНТ постійно виїздили в міста та села області по питаннях організації і створення культосвітніх закладів, надання методичної і практичної допомоги в їх роботі, створення творчих самодіяльних колективів, формування їх репертуару. Переважна частина їх робочого часу була в районах, яких в ті роки в області було 44 райони. В райцентрах проводились різноманітні огляди, олімпіади, конкурси, фестивалі художньої самодіяльності. Працівники ОБНТ були і консультантами, концертмейстерами, керівниками і виконавцями. Це вимагало не аби якої майстерності і фахівцем своєї справи. Адже на той час не вистачало кваліфікованих кадрів.

Багато років віддали творчій роботі в ОБНТ: Зоя Несторівна Кавайкіна, Лариса Усикова, Володимир Петрович Авраменко, який з 1975 по 1980 роках був директорам ОБНТ (ОБНТ реорганізований в обласний науково-методичний центр народної творчості і методичної роботи), Володимир Кузьмич Морський, Галина Іллєнко, Тамара Григорівна Морська. З 1976 по 1985 рік в центрі працював редактором талановитий і відомий поет, не тільки на Чернігівщині але і в Україні, Іванов Дмитро Йосипович. Понад 30 років в центрі працювали досвідчені, висококваліфіковані, професіонали своєї справи Анатолій Якович Тарасенко та Володимир Миколайович Зима. Вони при центрі створюють аматорські кіно-відеостудію та фото клуб «Чернігів», яким згодом було присвоєно почесне звання «народні». Широкої популярності і визнання набула і народна аматорська слайд студія, якою в свій час керував Сергій Данілов. Ще в 60 роки в ОБНТ створене об'єднання художників аматорів «Деснянська палітра» керівник Василь Миколайович Мігрін.

З 1980 по 1984 роки працював директором центру Леонід Пилипович Дмитренко, а з 1984 року його змінила Емілія Миколаївна Чеканова. Чимало новаторських починань, створення інноваційних закладів в області на рахунку працівників центру Алли Матюшенко, Віри Карапути.

У 1990 році реставрується підвальне приміщення по вулиці Шевченка і організовується робота Арт-клубу, який завоював визнання у багатьох мешканців міста і області. Тут влаштовуються постійні виставки художників-аматорів, майстрів народної творчості, клуб творчої інтелігенції міста. Особливо слід згадати ті далекі 50 роки, коли не вистачало кваліфікованих кадрів, керівників аматорських колективів. При ОБНТ, Ніжинській та Чернігівській музичних школах відкриваються шести місячні, а згодом десяти місячні курси баяністів-хормейстерів, керівників духових та танцювальних колективів за рахунок колгоспів та радгоспів області.
Випускники цих курсів і до сьогоднішнього дня працюють керівниками окремих колективів. Особливим творчим злетом аматорського мистецтва, була підготовка до Всесоюзного фестивалю самодіяльної творчості, присвяченого 50 річчю Великої Жовтневої соціалістичної революції.
Багатьом аматорським колективам та окремим виконавцям запам'яталися Всеукраїнські телевізійні фестивалі «Сонячні кларнети», які розпочалися в 70 роках і проіснували до середини 80 років. Велика і організаційна підготовка цих телеконкурсів була на плечах усього колективу центру. З 1975 по 1980 роки директором центру працював Володимир Петрович Авраменко, який розпочав нелегку роботу з колективом по капітальному ремонту виділеного приміщення, де раніш розміщувався обласний історичний музей.

### Новітня історія
З 1981 року на посаду директора призначений — Шапко Олексій Сергійович, саме за його ініціативою і керівництва по вулиці Толстого в Чернігові розпочались реставраційні роботи по відбудові приміщення першого в Україні обласного центру народних ремесел для дітей та юнацтва, урочисте відкриття якого відбулось у 1996 році. Центр народних ремесел і нині успішно продовжує роботу по прищепленню дітям та юнацтву любові до прекрасного народного ремесла.
У кінці 80-х років в навчально-методичний центр культури і мистецтв прийшов працювати відомий на Чернігівщині фольклорист, заслужений працівник культури України Василь Іванович Полевик, який створює при центрі фольклорний колектив. На жаль, цей колектив проіснував недовго. В. І. Полевик зібрав і записав понад тисячу народних пісень Чернігівщини. Центром видано більше 20 збірок.
В ОБНТ з 2003 р. по 2005 р. працював народний артист України, відомий композитор Анатолій Максимович Пашкевич. По його ініціативі при центрі почала працювати творча лабораторія. Працюючи в центрі Анатолій Максимович створює декілька відомих пісень «В саду зрубали яблуню стару», «Я твоє останнє літо» і ряд інших, які виконувала відома співачка народна артистка України Раїса Кириченко.
Впродовж багатьох років в Чернігові проводяться марш-паради духових оркестрів області, звіти аматорських колективів та окремих виконавців районів і міст Чернігівщини. Цьому передувала значна робота колективу навчально-методичного центру.

## Народна творчість

### Образотворче мистецтво
Перше товариство художників Чернігова було засноване наприкінці 1916 року. Воно об'єднувало як художників-професіоналів, так і художників-аматорів. У ньому, наприклад, працювали видатні художники: І. Г. Рашевський, Г. О. Коваленко, С. Д. Бутник, М. І. Жук.
На першій обласній виставці були представлені найкращі роботи народних майстрів, талантів з районів. Ця виставка виявила високу майстерність народних умільців. Живописні полотна художників: Карпенко О. І., Фалька В. А., Світюка О. М., Шамаєва О. І., відображали події воєнних років. Перед очима відвідувачів поставали образи народних месників на полотнах Недашковського С. М. («Партизани Чернігівщини», «Ковпаківці»); тему мирної праці й краси Сіверського краю по своєму розробляли чернігівські художники: Безручко Д. М., Шевченко А. В., Єфименко В. С., а також Чуприна А. К., Яремко І. А., Яцигна Ю. В. (м. Ніжин); Буренко А. К., Потапов А. С. (м. Прилуки); Бурий Б. І., Купюра В. А. (м. Остер) та ін. Була представлена Новгород-Сіверська школа різьблення по дереву.

### Фольклор
ОНМЦКіМ активно впроваджується робота по відродженню та збереженню самобутніх звичаїв, традицій та обрядів. Згідно виконання Державної та однойменної обласної Програми по охороні та збереженню нематеріальної спадщини в області постійно проводяться фольклорні експедиції, фестивалі, огляди, свята.
Для відзначення найбільш активних збирачів, знавців фольклору Чернігівщини в області започаткована Обласна щорічна Премія імені Василя Івановича Полевика — фольклориста, етнографа, заслуженого працівника культури України.
В області нараховується 565 фольклорних колективів, в них бере участь 4123 чоловік в тому числі 27 «народних аматорських» (інформація про кількість взята з сайту https://chocnt.org.ua/publ/18-1-0-39 [Архівовано 28 червня 2016 у Wayback Machine.]).

### Вокально-хоровий жанр
Серед усіх жанрів аматорського мистецтва в Чернігівській області вокально-хоровий жанр займає найважливіше місце, як найбільш масовий і розвинений. Чернігівський край багатий своїми пісенними традиціями. Хорові колективи та ансамблі Чернігівщини поділяється на мішані та однорідні, з народною та з академічною манерою виконання, мають різноманітний розширений репертуар.
Колективи демонструють нові творчі здобутки, заряджають високою духовною енергією, натхненням, любов'ю до прекрасного шанувальників хорового співу. Хорових колективів в області налічується — 128, вокальних ансамблів — 684, ансамблів малих форм — 796.
Помітна виконавська майстерність і сценічна культура виявляється в діяльності багатьох «народних аматорських» колективів, яких в Чернігівській області нараховується — 46.

### Хореографія
В області працюють понад 400 хореографічних колективів, в яких біля 7000 учасників. Це колективи народного, естрадно-сучасного, бального танцю, та циркові колективи. Стають популярними театри танцю. Найкращі ансамблі мають почесне звання «народний аматорський», та зразковий. В області налічується 29 колективів.
Видатною подією стало створення Чернігівського Обласного осередку Національної хореографічної Спілки України, яку очолює головний балетмейстер ОНМЦКіМ Джим Л. А. і до складу правління якого увійшли найкращі фахівці з хореографії:
1. викладач кафедри хореографії Ніжинського Державного педагогічного університету ім. М. В. Гоголя, заслужений артист України — Кирилюк В. М.
2. керівник народного аматорського ансамблю танцю «Дружба» міського Палацу культури м. Чернігова, заслужений працівник культури України — Горбачук Г. С.
3. заслужений працівник культури України, директор хореографічної школи м. Ніжина Тимошенко Г. Л.
4. керівник зразкового театру танцю «Слов'яни» м. Чернігова Дядечко В. В.
5. керівник естрадного ансамблю танцю «Ярмарок» м. Чернігова Агафошин Є. О.
6. керівник зразкового ансамблю танцю «Десняночка» Оленіч О. М.
7. керівник дитячого ансамблю танцю «Антошка» смт. Козелець Чернігівської області Куриленко Т. Л.

Творче життя колективів та їх учасників-це значний внесок у справах збереження, розвитку та широкої пропаганди хореографічного мистецтва; вагомий внесок у справу естетичного розвитку дітей та молоді; посильний вклад у справу збереження спадщини українського народу та пропаганди українського мистецтва танцю на світових сценах.

### Вишивка
Прийнято говорити, що на Чернігівщині вишивають у кожному селі. Серед народних промислів вишивання посідає перше місце.
Для Чернігівщини до початку 1960-х років були характерні вишивки білими або червоними та чорними, інколи з обмеженим додаванням синіх ниток. Вишивки Полісся прості і чіткі за композицією. Ромбо-ламана лінія геометричного орнаменту повторюється кілька разів і на сіро-білому тлі лляного полотна вирізняються графічною чіткістю. Дуже поширеними були мотиви дерева життя та берегині, птахів, солярних символів. Ці мотиви присутні на речах домашнього вжитку: наволочках, скатерках, хустках, а також на рушниках. Традиційно на Чернігівщині вишивкою прикрашали жіночий та чоловічий одяг: сорочки, жіночі головні убори, спідниці. Жіночі сорочки оздоблювались на рукавах вишивкою білими нитками безкінечними варіаціями геометризованих та геометричних сюжетів. Любили вводити до білих вишивок невеликими вкрапленнями червоний, чорний та синій кольори. Традиційні техніки: лічильна гладь, мережки, штапівка, вирізування, виколювання, зерновий вивід. Для підсилення загальної виразності в одній роботі використовували кілька типів швів. Так, дуже характерним в поєднанні прозорих швів (мережки, виколювання, вирізування) із щільним настиланням лічильною гладдю. Рукава з'єднувались із сорочкою широким мережаним кольоровим орнаментом, так званою чернігівською розшивкою. Така ж розшивка з'єднувала уставку і станок з коміром.
У сучасний період на Чернігівщині плідно працюють у традиціях народної чернігівської вишивки такі майстрині, як І. Г. Григоренко, Н. В. Черняк, Л. І. Лейначук, Н. Г. Верхочуб, Н. Ф. Гачегова, В. В. Зайченко, молода майстриня О. В. Костюченко (Чернігів), В. О. Кейдун (м. Новгород-Сіверський), у Прилуках традиції народної вишивки розвиває К. І. Каращук. Творчо переосмисливши художню спадщину минулого, ці майстрині зуміли побачити перспективи розвитку традиційної народної вишивки і у руслі народних традицій створюють суто сучасні вироби: тематичні рушники, панно, серветки, скатерки, комплекти сучасного жіночого одягу, чоловічі сорочки.
Найкращі зразки вишивок зберігаються в колекціях музею українського народного декоративного мистецтва (м. Київ), Чернігівського історичного музею ім. В. В. Тарновського, Ніжинського краєзнавчого музею.

### Гончарство
Наприкінці XVIII ст. в окремих регіонах Чернігівщини розвивались скляне та гончарне виробництва.
Розквіту гончарства в Україні сприяла наявність в її надрах покладів високоякісних червоних, червоно-бурих та світло-сірих глин. Це зумовило виникнення значних осередків керамічного виробництва. На Чернігівщині це: Ічня, Городня, Короп, Ніжин, Олешня, Кролевець, Шатрищі, Семенівка тощо.
Найкращі традиції гончарства та кераміки продовжують такі майстри Чернігівщини як Янков С. Т., Фалалєєва С. В., Цупко О. А., Піщур А. С., Луцук О. С. та багато інших.

### Дереворізьблення
Чернігівщина має один з найбільших творчих потенціалів і одні з найкращих здобутків у галузі художньої деревообробки. Наші талановиті земляки не тільки зберегли, а й розвинули традиційне мистецтво, надто ж у Чернігівському, Новгород-Сіверському та Ніжинському осередках.
Традиції художнього різьблення у поліській зоні Чернігівщини, де було багато лісів, мають давню історію. Деревообробними промислами тут займалися з часів прадавніх слов'ян. У XVIII-ХІХ ст. значні різьбярські осередки склалися у Глухівському, Глинському, Кролевецькому, Сосницькому, Чернігівському повітах. В цих регіонах розвивалися різні види різьблення: плоске, тригранно-виїмчасте було більш характерним для речей народного побуту (рубелі, праники, сволоки, тарілки, полички-божиці); у техніці об'ємного різьблення робили дерев'яну скульптуру або вирізували деякі деталі оздоблення виробів (меблів). Розвивалось у краї й ажурне (пропильне) різьблення, яке найбільш часто використовували у декорі дерев'яних архітектурних споруд. Високорельєфне різьблення застосовували у декорі різних деталей іконостасів, рам для дзеркал, меблів.
Чернігів, як центр художньої обробки дерева, відомий ще з XVIII ст. Численні майстри робили з дерева меблі (столи, стільці, крісла, шафи для посуду, полички). Посуд (тарілки, чарки, стільці, миски-корці, салатниці, яндоли), прикрашені різьбленням. Славився Чернігів сніцарями-майстрами іконостасного різьблення. Столярно-різьбярські майстерні відігравали велику роль у виготовленні іконостасів України. Особливо поширена у місті була архітектурна різьба, яку й досі можна побачити на деяких дерев'яних будинках міста. На початку ХХ ст. визначними майстрами профілювання віконних наличників були майстри В.Романовський, І.Шапоренко та Р.Клішко.
В 2006 році обласний навчально-методичний центр культури і мистецтв вперше проводив І Всеукраїнський симпозіум з художнього різьблення по дереву «Сіверщина-2006», де взяли участь і провідні, і молоді майстри художнього різьблення з Вінниччини, Запоріжжя, Буковини, Дніпропетровщини, Полтави, Києва, Новгород-Сіверського, Ніжина. Симпозіум активізував творчість відомих майстрів-різьбярів і, безпечно, сприяв підвищенню їх фахової майстерні, розвитку давніх і нових традицій цього виду прикладного мистецтва.
У сучасний період на Чернігівщині працюють майстри, які розвивають у своїй творчості стародавнього чернігівського різьблення, такі як А.Г Каменецький, Є. С. Нагорний, О. В. Колоша, М.Л. Панько (м. Чернігів); А. І. Колошин, А. Г. Іваньков, В. О. Ворожбит (м. Новгород-Сіверський); А. П. Семенцов (м. Сосниця); С. О. Святний (м. Ніжин); Л. П. Ковальчук (м. Корюківка); В. Л. Вовк, Ю. В. Вовк (м. Семенівка) та багато інших.

### Інструментальний жанр
Інструментальний жанр в області налічує 53 духових оркестри, та 16 дитячих духових оркестрів. Дев'ять оркестрів мають звання «народний аматорський», два дитячих оркестри мають звання «зразковий».
Духові оркестри беруть активну участь у всіх культурно-мистецьких заходах районів і області. Найкращими колективами області є: Козелецький, Ріпкинський, Коропський, Носівський, Семенівський, Новгород-Сіверський оркестри.

### Музичний жанр
Митці Чернігівщини знайомлять нас з найкращими зразками, як вітчизняної так і зарубіжної культури, пропагують, популяризують та відроджують українське музичне мистецтво.
В області працює 219 колективів музичного жанру в яких налічується 1947 учасників. Почесне звання народного аматорського та зразкового колективу носять 14 оркестрів та ансамблів народних інструментів.
Музичний жанр включає в себе такі направлення: оркестри та ансамблі народних інструментів, ансамблі баяністів, троїсті музики, ансамблі та капели бандуристів, окремі виконавці на народних інструментах.
Продовжує набувати популярності серед аматорів народного мистецтва Чернігівського краю інструмент бандура. Гордістю бандурного мистецтва Сіверщини є капели бандуристів Бахмацького РБК та Прилуцького МБК, які завжди бажані гості на різних мистецьких заходах.
Найбільш характерним для колективів музичного жанру є використання бандур, кобз, сопілок, гармонік.
Певний інтерес стали мати в області самобутні, етнографічні і так звані реставровані інструменти, а також побутування окарин, кувиць, трещіток, бугая, козобаса. Це дало змогу керівникам розширити виразні можливості колективів і надати неповторність у акустичному забарвленні та звучанні творів.

### Фотомистецтво
Характер Чернігівської землі можна осягати і пізнавати по-різному, зокрема через об'єктив фотоапарата. Фотомитці та аматори області пропонують свій погляд на події, людей, мальовничі куточки рідного краю.

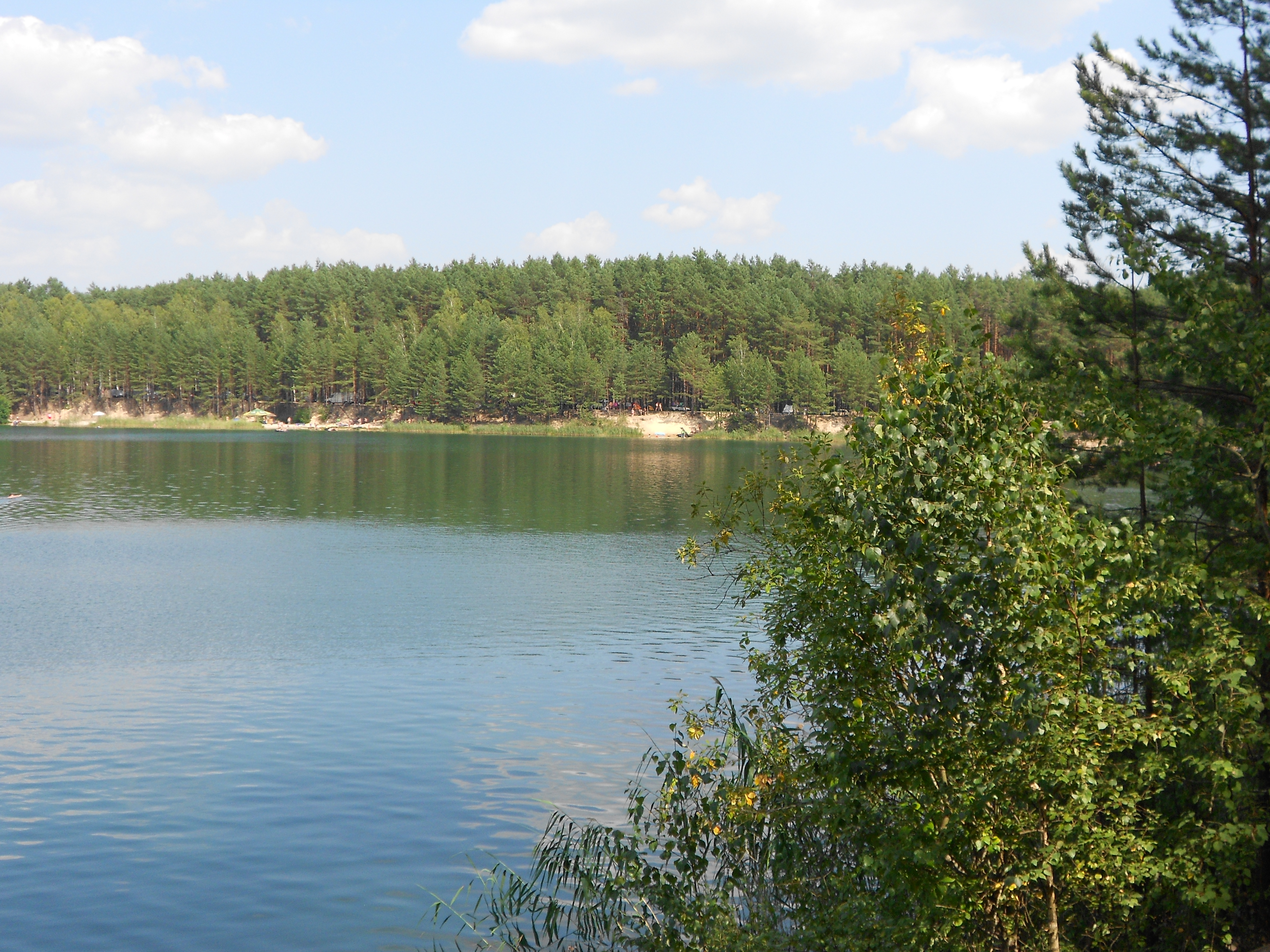
Голубі Озера

В районах Чернігівщини творчо займаються фотомистецтвом 95 чоловік, працює 6 фотостудій, 3 кіновідеостудії. Пропагандою фотомистецтва і навчанням аматорів займається народний аматорський фотоклуб «Чернігів» при ОНМЦКіМ, керівником якого є Микола Дульцев. В фотоклубі «Чернігів» налічується понад 30 членів, як з м. Чернігова так і з області. Фотоклуб «Чернігів» плідно співпрацює з Чернігівською філією національної спілки України фотохудожників, багато членів якої входять до нього.
Митці і аматори Чернігівщини постійно беруть участь у обласних, Всеукраїнських, Міжнародних фотовиставках і конкурсах. Серед них: Микола Турчин, Валерій Шайгородський, Віктор Кошмал, Роман Віленський. Завдяки праці цих та багатьох інших Чернігівських фотографів які працюють в різних жанрів фотомистецтва можна побачити красу людей, та мальовничість рідного краю.

## Діяльність
Головний напрям діяльності Центру — збереження і розвиток самодіяльної народної творчості, підтримка колективів і самобутніх талантів шляхом організації і проведення фестивалів, конкурсів, свят, виставок.
Пріоритетним завданням є надання методичної, практичної, організаційної, інформаційної допомоги закладам культури регіонів, керівникам аматорських колективів, народним майстрам.
При обласному навчально-методичному центрі культури і мистецтва діє єдиний в Україні Центр народних ремесел для дітей та юнацтва, де з року в рік близько 100 дітей оволодівають майстерністю ліплення з глини, лозоплетіння, вишивки, бісероплетіння, різьблення по дереву, виготовлення та реєстрації музичних інструментів, художньої обробки шкіри.
Своєрідним оазисом мистецького життя Чернігівщини є — структурний підрозділ центру «Арт-клуб». В затишному приміщенні проходять творчі зустрічі, круглі столи, засідання громадських організацій персональні та ювілейні виставки художників, фотохудожників, майстрів декоративно-прикладного мистецтва Чернігівщини та її гостей з інших областей та держав.
Багато проектів обласного навчально-методичного центру культури і мистецтв стали традиційними, вони проводяться щорічно, залучають яскравими формами, активністю учасників, глядацьким інтересом. Лише за останній рік у скарбниці центру:
- міжнародний фольклорний фестиваль національних культур «Поліське коло» м. Чернігів
- Відкритий фестиваль традиційного слов'янського мистецтва та бойових єдиноборств «Київська Русь» смт. Любеч
- Міжнародний молодіжний фестиваль «Дружба» с. Сеньківка Городнянського району
- літературно-мистецькі свята «Седнівська осінь», «Качанівські музи», різноманітні ярмарки, виставки образотворчого, декоративно-прикладного мистецтва, фотовиставки та ряд інших заходів.

Організація й проведення подібних масштабних, видовищних заходів вимагають величезних зусиль, досвіду, енергії, професіоналізму. Усіма цими якостями володіють фахівці нашого центру, адже ОНМЦКіМ для кожного з нас став рідним. Тому так яскраво, винахідливо, з повною віддачею трудиться колектив центру.
В 2009 році наш Центр відзначив своє 70-річчя. За ці роки він по праву став улюбленим місцем аматорів народної творчості, де збираються всі, хто віддає свою душу народній культурі.